# ليه بيري
ليه بيري (بالإنجليزية: Les Berry)‏ (4 مايو 1956 في المملكة المتحدة - ) هو لاعب كرة قدم بريطاني في مركز الدفاع. لعب مع برايتون أند هوف ألبيون وتشارلتون أثلتيك ونادي غيلينغهام وميدستون يونايتد وويلينج يونايتد.